# Trichomalopsis germanica
Trichomalopsis germanica är en stekelart som först beskrevs av Graham 1969.  Trichomalopsis germanica ingår i släktet Trichomalopsis och familjen puppglanssteklar. Arten är reproducerande i Sverige. Inga underarter finns listade i Catalogue of Life.